# Mezzosopranista
Col termine mezzosopranista si definiva il cantore evirato che si esibiva nel registro di mezzosoprano.

## Storia
Nel periodo barocco, a causa del divieto imposto alle donne di cantare nei luoghi pubblici, furono i cantori evirati ad avere popolarità rispetto ai comuni "falsettisti".
La voce del mezzosopranista, come quella di un mezzosoprano donna, è più corposa rispetto a quella di un sopranista ma lo stesso in grado di capacità virtuosistiche che spaziano dalla zona grave e centrale fino agli estremi acuti. 
Carlo Broschi detto il Farinelli ad esempio viene definito un mezzosopranista molto esteso in grado di coprire sia note prettamente sopranili come il do sovracuto sia note prettamente da contralto. 
Altresì il termine mezzosopranista viene utilizzato al giorno d'oggi per delineare un controtenore che canta nel medesimo registro vocale. 
Al giorno d'oggi la maggior parte dei controtenori canta nel registro di mezzosoprano o contralto.